# Brozánky (Řehlovice)
Brozánky (německy Prosanken) je malá vesnice, část obce Řehlovice v okrese Ústí nad Labem. Nachází se asi 1,5 km na jihozápad od Řehlovic. Prochází tudy železniční trať Ústí nad Labem – Bílina.
Brozánky leží v katastrálním území Řehlovice o výměře 6,21 km².

## Historie
První písemná zmínka o Brozánkách pochází z roku 1156, kdy vesnice patřila teplickému klášteru.

## Obyvatelstvo
Při sčítání lidu v roce 1921 zde žilo 197 obyvatel (z toho 98 mužů), z nichž bylo 62 Čechoslováků a 135 Němců. Kromě pěti evangelíků a 27 lidí bez vyznání se hlásili k římskokatolické církvi. Podle sčítání lidu z roku 1930 měla vesnice 205 obyvatel: 86 Čechoslováků a 119 Němců. Až na čtyři evangelíky a třicet lidí bez vyznání byli římskými katolíky.
|                                                                                 | 1869 | 1880 | 1890 | 1900 | 1910 | 1921 | 1930 | 1950 | 1961 | 1970 | 1980 | 1991 | 2001 | 2011 |
| ------------------------------------------------------------------------------- | ---- | ---- | ---- | ---- | ---- | ---- | ---- | ---- | ---- | ---- | ---- | ---- | ---- | ---- |
| Obyvatelé                                                                       | 155  | 167  | 169  | 170  | 178  | 197  | 205  | 142  | 149  | 128  | 138  | 110  | 130  | 122  |
| Domy                                                                            | 31   | 33   | 33   | 33   | 32   | 33   | 38   | 40   | .    | 35   | 38   | 39   | 41   | 45   |
| Počet domů z roku 1961 je zahrnut v celkovém počtu domů místní části Řehlovice. |      |      |      |      |      |      |      |      |      |      |      |      |      |      |

## Pamětihodnosti
- Kostel sv. Václava – původní gotický kostel z roku 1352 byl roku 1718 přestavěn barokně.
- Sousoší Piety
- Kamenný most – pozdně barokní most z konce 18. století